# 케새란타

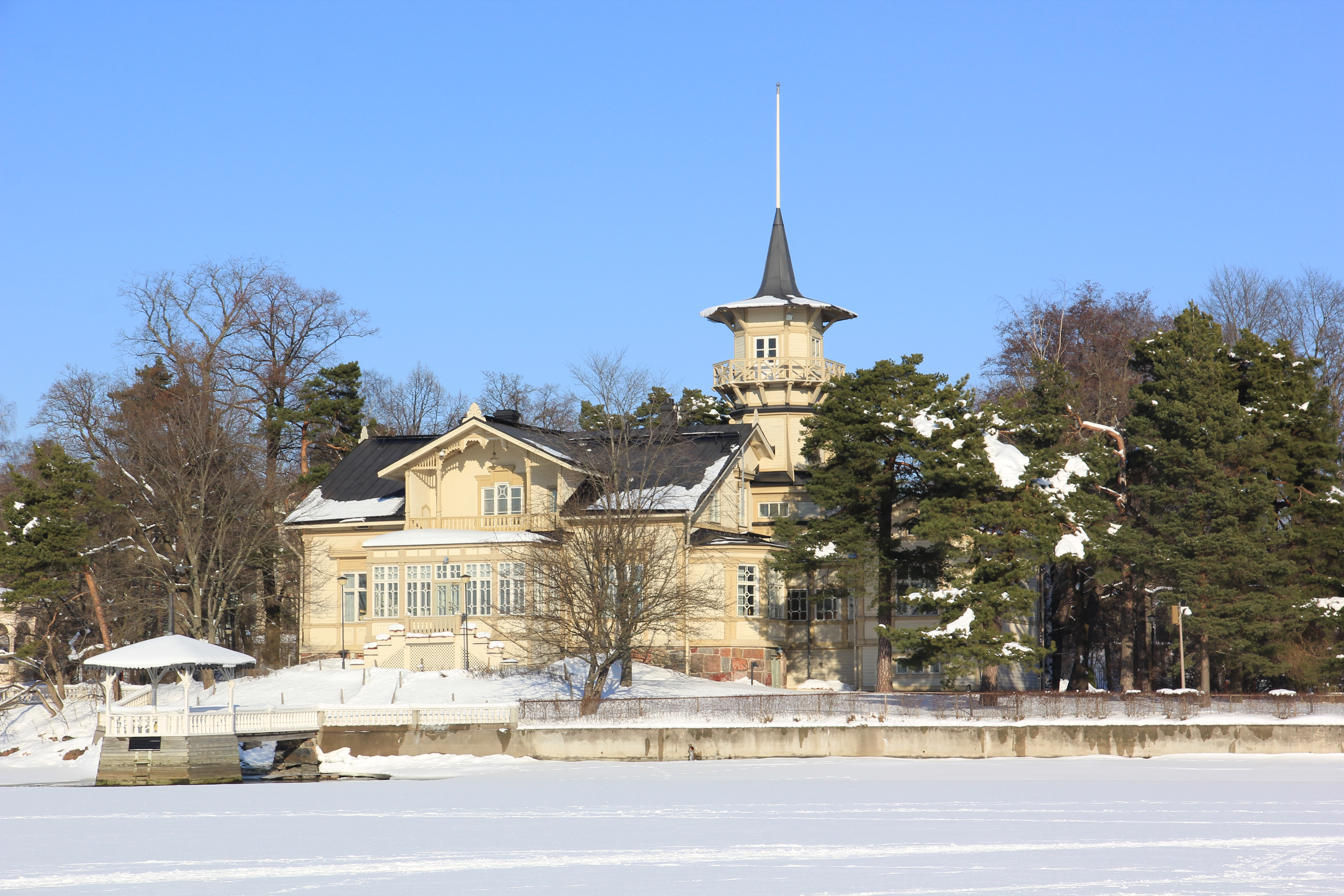

케새란타(핀란드어: Kesäranta→여름 해안가, 스웨덴어: Villa Bjälbo→비엘보 별장)는 핀란드 총리의 관저다. 헬싱키시 메일라흐티동에 소재한다. 부지를 원로원 부동산 법인을 통해 핀란드 정부가 국유하고 있다. 케새란타가 소재한 메일라흐티동은 비행금지구역이다.
1873년 스웨덴계 건축가 프란스 루드비그 칼로니우스의 여름 별장으로 지어졌고, 당시 이름은 스웨덴어로 "비엘보"였다. 건축 당시 메일라흐티는 헬싱키 시 경계 바깥에 있었다. 처음 지어진 건물은 2층짜리 목조 별장이었는데, 1887년 핀란드 은행의 칼 로베르트 이그나티우스가 1887년 매입하여 엘리아 헤이켈의 설계로 개조하여 높이 20 미터의 탑과 해안 쪽 베란다를 추가했다.
1904년, 핀란드 총독의 여름 관저로서 매입되었고, 요한 야코브 에흐렌베리가 건물 개조와 가구 비치를 맡았다. 여기를 관저로 쓴 총독은 이반 오볼렌스키 공작, 니콜라이 게라르드, 블라디미르 베크만, 프란츠 알베르트 알렉산드로비치 세인이 있었다.
1917년 핀란드 독립선언과 1918년 핀란드 내전을 겪은 뒤, 독일 동해사단 사단장 뤼디거 폰 데어 골츠 백작이 잠깐 케새란타에서 살았다. 이후 칼 구스타브 에밀 만네르헤임 남작이 1919년까지 국무섭정으로 재직하면서 때때로 케새란타에서 묵었다. 1919년 이후 총리 관저로 사용되기 시작했다.

## 같이 보기
- 핀란드의 총리
- 국가평의회 (핀란드)
- 핀란드의 정치